# ジェイ・ローチ
ジェイ・ローチ（Jay Roach, 1957年6月14日 - ）は、アメリカ合衆国の映画監督・プロデューサー。『オースティン・パワーズ』や『ミート・ザ・ペアレンツ』で知られる。

## 人物
ニューメキシコ州アルバカーキで生まれる。1975年にエルドラド高等学校を卒業。スタンフォード大学でBA学位を取得。1986年に南カリフォルニア大学の映画芸術学部でMFAを取得。
妻はバングルスのスザンナ・ホフスで、2人の息子をもうける。
映画製作会社エブリマン・ピクチャーズの社長を務めている。

## 経歴
大学在学中に監督した短編映画『Asleep at the Wheel』で学生アカデミー賞にノミネート。
1997年、スティーヴン・ホプキンス監督『ブローン・アウェイ/復讐の序曲』で原案とアソシエイト・プロデューサーを務め、同年『オースティン・パワーズ』で映画監督デビュー。
2010年にはフランス映画『奇人たちの晩餐会』をリメイクした『奇人たちの晩餐会 USA』が公開された。
2024年4月3日、『ローズ家の戦争』のリメイク作品を監督することが発表された。ベネディクト・カンバーバッチとオリヴィア・コールマンが主演することが決定されている。

## フィルモグラフィ

### 映画
| 年   | 題名 | 備考                  |
| ---- | --- | --------------------- |
| 1988 | Asleep at the Wheel | 短編映画 監督         |
| 1993 | ライフポッド Lifepod | テレビ映画 脚本       |
| 1994 | ブローン・アウェイ/復讐の序曲 Blown Away | 原案・製作            |
| 1997 | オースティン・パワーズ Austin Powers: International Man of Mystery                                                                            | 監督                  |
| 1999 | オースティン・パワーズ:デラックス Austin Powers: The Spy Who Shagged Me                                                                       | 監督                  |
| 1999 | ミステリー、アラスカ Mystery, Alaska | 監督                  |
| 2000 | ミート・ザ・ペアレンツ Meet the Parents | 監督・製作            |
| 2002 | オースティン・パワーズ ゴールドメンバー Austin Powers in Goldmember                                                                           | 監督                  |
| 2004 | ミート・ザ・ペアレンツ2 Meet the Fockers | 監督・製作            |
| 2004 | 50回目のファースト・キス 50 First Dates | 製作総指揮            |
| 2005 | 銀河ヒッチハイク・ガイド The Hitchhiker's Guide to the Galaxy                                                                                 | 製作                  |
| 2006 | ボラット 栄光ナル国家カザフスタンのためのアメリカ文化学習 Borat: Cultural Learnings of America for Make Benefit Glorious Nation of Kazakhstan | 製作                  |
| 2007 | チャーリー・バートレットの男子トイレ相談室 Charlie Bartlett                                                                                   | 製作                  |
| 2008 | リカウント Recount | テレビ映画 監督・製作 |
| 2009 | ブルーノ Brüno | 製作                  |
| 2010 | 奇人たちの晩餐会 USA Dinner For Schmucks | 監督・製作            |
| 2010 | ミート・ザ・ペアレンツ3 Little Fockers | 製作                  |
| 2012 | 俺たちスーパー・ポリティシャン めざせ下院議員! The Campaign                                                                                   | 監督・製作            |
| 2015 | トランボ ハリウッドに最も嫌われた男 Trumbo | 監督                  |
| 2017 | ザ・シークレットマン Mark Felt: The Man Who Brought Down the White House                                                                      | 製作                  |
| 2019 | スキャンダル Bombshell | 監督                  |
| 2025 | ローズ家〜崖っぷちの夫婦〜 The Roses | 監督                  |